# Myans
Myans – miejscowość i gmina we Francji, w regionie Owernia-Rodan-Alpy, w departamencie Sabaudia.
Według danych na rok 1990 gminę zamieszkiwało 719 osób, a gęstość zaludnienia wynosiła 201 osób/km² (wśród 2880 gmin regionu Rodan-Alpy Myans plasuje się na 965. miejscu pod względem liczby ludności, natomiast pod względem powierzchni na miejscu 1614.).

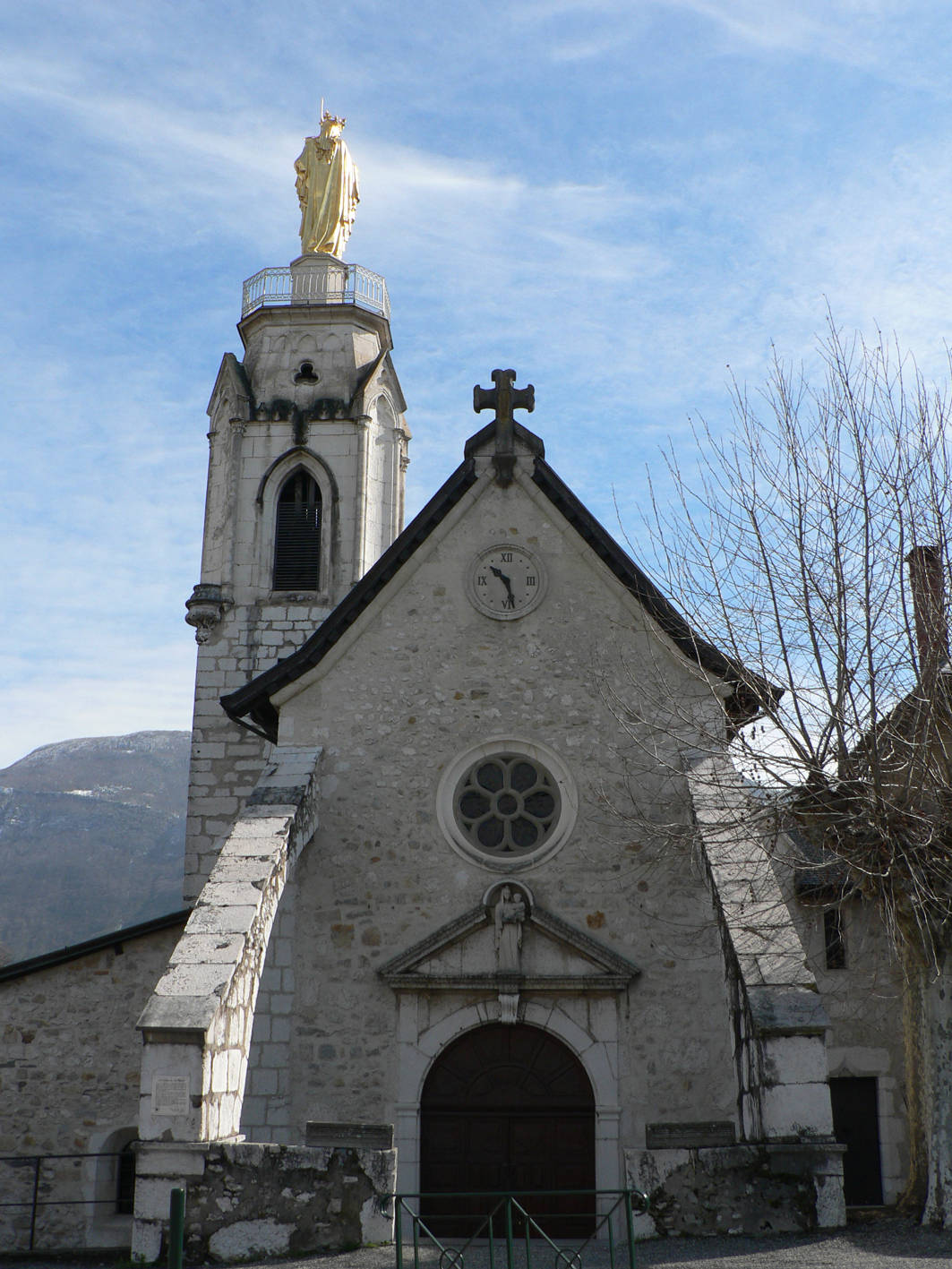
Sanktuarium w Myans z 1452, 2008